# Eyes Open (Snow Patrol)
Eyes Open è il quarto album di studio degli Snow Patrol.
Album lanciato dal singolo You're All I Have, ma reso celebre dal singolo "Chasing Cars", anche grazie al fatto che quest'ultimo viene usato nella colonna sonora di Grey's Anatomy.
Grazie a questa presenza Eyes Open diventa l'album più venduto della band e riesce a raggiungere la vetta di vendite delle classifiche di Nuova Zelanda, Australia, Germania, Irlanda e Regno Unito.

## Tracce
1. You're All I Have – 4:33
2. Hands Open – 3:17
3. Chasing Cars – 4:27
4. Shut Your Eyes – 3:17
5. It's Beginning to Get to Me – 4:35
6. You Could Be Happy – 3:02
7. Make This Go on Forever – 5:47
8. Set the Fire to the Third Bar (feat. Martha Wainwright) – 3:23
9. Headlights on Dark Roads – 3:30
10. Open Your Eyes – 5:41
11. The Finish Line – 3:28